# Ілюшко Ігор Михайлович
І́гор Миха́йлович Ілюшко (нар. 10 лютого 1989, с. Чорноземне, Якимівський район, Запорізька область, Українська РСР — 17 березня 2017, м. Мар'їнка, Донецька область, Україна) — старший солдат Збройних сил України, учасник російсько-української війни.

## Біографія
Народився 1989 року в селі Чорноземне на Запоріжжі. Навчався у Чорноземненській загальноосвітній школі. 2007 року закінчив Мелітопольський професійний ліцей залізничного транспорту, де здобув фах слюсаря з ремонту рухомого складу, помічника машиніста електровоза.
Відслужив строкову армійську службу. Працював у локомотивному депо Нижньодніпровськ-Вузол помічником машиніста, бригадиром бригади слюсарів.
Під час російської збройної агресії проти України 29 березня 2016 року Якимівським райвійськкоматом був направлений до 184-го навчального центру в Старичі Львівської області, де наказом командира військової частини № 80 від 31 березня 2016 року зарахований до списків особового складу для проходження фахової підготовки на військову службу за контрактом. Після підготовки був направлений до 92-ї бригади.
Старший солдат, головний сержант — командир гармати 92-ї окремої механізованої бригади, в/ч А0501, с. Клугино-Башкирівка, Харківська область.
17 березня 2017 року загинув під час виконання бойового завдання поблизу міста Мар'їнка на Донеччині, внаслідок обстрілу.
Похований 21 березня на кладовищі рідного села Чорноземного.
Залишилися батьки, громадянська дружина та двоє маленьких синів, Михайло 2014 р.н. і Руслан 2015 р.н.

## Нагороди
- Указом Президента України № 259/2017 від 2 вересня 2017 року, за особисту мужність і самовіддані дії, виявлені у захисті державного суверенітету та територіальної цілісності України, зразкове виконання військового обов'язку, нагороджений орденом «За мужність» III ступеня (посмертно).[3].
- Розпорядженням голови Запорізької облради від 16 серпня 2017 року № 269-н нагороджений орденом «За заслуги перед Запорізьким краєм» III ступеня (посмертно).

## Вшанування пам'яті
24 серпня 2017 року в селі Чорноземному, на фасаді Чорноземненської ЗОШ I—III ст., відкрили меморіальну дошку на честь полеглого на війні випускника школи Ігоря Ілюшка.